# Franz Joseph Aumann
Franz Joseph Aumann anche Auman e Aumon (Traismauer, 24 febbraio 1728 – Sankt Florian, 30 marzo 1797) è stato un compositore, presbitero e religioso austriaco.

## Biografia
Prima della muta della voce, cantò da voce bianca in un coro viennese di cui facevano parte anche Michael Haydn e Johann Georg Albrechtsberger, compositori con i quali successivamente scambierà manoscritti. Vista questa corrispondenza, non deve sorprendere che parte della sua musica sia stata erroneamente attribuita a Haydn. La sua Missa Profana, che è una satira del balbettio e del cattivo canto di un maestro cantore, è stata un tempo attribuita a Wolfgang Amadeus Mozart.
Nel 1757 Aumann fu ordinato presbitero per l'Ordine di Sant'Agostino nell'abbazia di San Floriano, in cui visse per il resto della sua vita. Pur occupandosi solo occasionalmente delle celebrazioni liturgiche, compose molta musica sacra che divenne parte integrante del repertorio di San Floriano nel XIX secolo.
Anton Bruckner si avvalse di questo patrimonio per i suoi studi di contrappunto, in particolare concentrò la sua attenzione sui responsori di Aumann per la Messa di Natale e un Ave Maria in re maggiore. Bruckner, che fu un estimatore della colorita e ardita scrittura armonica di Aumann, elaborò inoltre nel 1879 un accompagnamento per tre tromboni alle partiture dei responsori dell'Ufficio delle Tenebre Ecce quomodo moritur justus e Tenebrae factae sunt.
La produzione di Aumann comprende anche musica strumentale, tra cui alcuni esempi pionieristici di quintetti d'archi.

## Opere e incisioni
Incisioni
- Gunar Letzbor, Franz Joseph Aumann - Requiem, St. Florianer Sängerknaben, Ars Antiqua Austria. Pan Classics PC 10234, 2008 (comprende Ecce quomodo moritur justus, Tenebrae factae sunt e Te Deum)